# ليتل سانت جيمس
ليتل سانت جيمس هي جزيرة صغيرة خاصة تقع في جزر العذراء الأمريكية، جنوب شرق جزيرة سانت توماس. كانت مملوكة للممول الأمريكي والمدان بجرائم جنسية جيفري إبستين من عام 1998 حتى وفاته في عام 2019. وخلال فترة ملكيته أصبحت الجزيرة تُعرف بلقب "جزيرة إبستين".

## الجغرافيا
ليتل سانت جيمس هي جزيرة صغيرة (أو جزيرة صخرية) تبلغ مساحتها بين 70 و78 فدانًا (28 إلى 32 هكتارًا). تقع في جزر العذراء الأمريكية، تحديدًا جنوب شرق الجزيرة المجاورة جريت سانت جيمس، وكلتاهما قبالة الساحل الجنوبي للجزيرة الأكبر سانت توماس، وتنتمي إلى المنطقة الفرعية إيست إند في سانت توماس.
جزر العذراء هي قمم جبلية ترتفع من قاع محيط الكاريبي. تهيمن عليها رياح التجارة (الرياح السائدة من الشرق إلى الغرب بالقرب من خط استواء الأرض)، والتي تؤثر على مناخها والطقس المحلي، حيث تكون الرياح أقوى وهطول الأمطار أقل خلال فصل الشتاء.

## الملكية
ليتل سانت جيمس جزيرة خاصة. في عام 1997، كانت مملوكة لرجل الأعمال آرتش كومين وعُرضت للبيع بسعر 10.5 مليون دولار. في أبريل 1998، اشترت شركة تُدعى L.S.J. LLC الجزيرة مقابل 7.95 مليون دولار، وكشفت الوثائق أن جيفري إبستين هو العضو الوحيد في الشركة. في عام 2019، بلغت قيمة الجزيرة نحو 63.9 مليون دولار. كانت الجزيرة مقر إقامة إبستين الرئيسي، وكان يطلق عليها اسم "ليتل سانت جيف". جرى تجديد المنزل الرئيسي على يد المصمم إدوارد توتل، المصمم المعروف لمنتجعات أمان. في عام 2008، كان يعمل في عقار إبستين حوالي 70 موظفًا، وكان يطالبهم بالسرية التامة.
في مارس 2022، عرضت جزيرتا ليتل سانت جيمس وجريت سانت جيمس للبيع بسعر 125 مليون دولار. وأكد محامي ممتلكات إبستين أن العائد من البيع سيُستخدم لتسوية عدد من الدعاوى القضائية. وأشارت وكالة Bespoke Real Estate، المشرفة على البيع، إلى أن تفاصيل إضافية متاحة فقط للمشترين المحتملين.
في مايو 2023، أعلن الملياردير ستيفن ديكوف، عبر شركته SD Investments، عن شراء جزيرتي جريت سانت جيمس وليتل سانت جيمس مقابل 60 مليون دولار.